# Weißfäule (Kartoffel)
Die Weißfäule ist eine Pilzerkrankung (Mykose) der Kartoffelknolle, die durch den Pilz Fusarium coeruleum hervorgerufen wird. Im Kartoffellager schrumpfen befallene Knollen und vermorschen. Auf der Schale bilden sich weißlich-gelbe Pilzpolster. Schonende Behandlung, sorgfältige Einlagerung und kühl-trockene Lagerung mindern den Befallsdruck. 